# سونگکت
سونگکت (انگلیسی: Songket) یا سونگکیت (sungkit) یک سبک بافت تنون است که به دسته منسوجات پارچه گل برجسته در کشورهای برونئی، اندونزی، مالزی و سنگاپور تعلق دارد. این سبک بافت به صورت دست بافت از ابریشم یا پنبه تهیه شده و با ظرافت تمام توسط رشته نخهای طلا یا نقره نقش دار گردیده‌اند. برای ایجاد جلوه ای جذاب و درخشان بر روی البسه، رشته نخهای فلزی بر روی زمینه پارچه به صورت برجسته منقوش می‌شوند.